# 白颊山鹧鸪
白颊山鹧鸪（学名：Arborophila atrogularis）为雉科山鹧鸪属的鸟类。分布于印度、缅甸以及中国大陆的云南等地，多栖息于稀疏常绿林以及竹林。该物种的模式产地在印度阿萨姆邦。